# ロンドン竜巻 (1091年)
ロンドン竜巻（ロンドンたつまき）とは、1091年10月17日金曜日にイングランド王国（現在のイギリスのロンドンにて発生した竜巻である。当時の報告の現代の評価では、この竜巻はTORROスケールでT8、藤田スケールではおよそF4に相当する竜巻であったとされている。イングランド王国で報告された竜巻としては、これが最初のものである。当時木造であったロンドン橋は破壊され、シティ・オブ・ロンドンにあるセント・メアリー・ル・ボウ教会も壊滅的な被害を受けた。なお、同教会には26フィート (7.9 m)もの長さのある垂木が4本地面に強く押し付けられており、地上に出ていたのはわずか4フィート (1.2 m)ほどであった。近隣にあるほかの教会も倒壊し、民家も600軒以上倒壊した。倒壊した民家のほとんどは木造であった。大きな物的被害が出たのにもかかわらず、当時のロンドンの人口1万8000人ほどのうち、この竜巻で犠牲になったのはわずか2人で済んだ。